# Steffen Justus
Steffen Justus (Jena, 15 aprile 1982) è un triatleta tedesco.

## Carriera
Steffen Justus è nato il 15 aprile 1982 a Jena, nell'allora Germania Est. Suo padre, Klaus-Peter Justus, è stato un mezzofondista di livello internazionale negli anni '70.
Nel 2000 si è laureato campione europeo di triathlon - categoria junior - nella gara di Stein, battendo allo sprint il francese Belaubre, argento, e staccando il russo Ivanov, bronzo.
L'anno successivo, sempre nella categoria junior, si classifica al 7º posto agli europei di Karlovy Vary vinti dallo svizzero Riederer, e al 12º assoluto ai mondiali di Edmonton, vinti dal connazionale Sebastian Dehmer.
Nel 2002 non ottiene risultati di rilievo in gare di coppa del mondo. Lo stesso avviene nel 2003, con la sola eccezione dei mondiali di Queenstown - categoria under 23 - dove ottiene un magnifico 3º posto assoluto, alle spalle del campione spagnolo Javier Gómez e dell'australiano Nicholas Hornman.
La sua ascesa in ambito internazionale continua nel 2004, anno in cui sale sul gradino più basso del podio nella gara di coppa del mondo di Salford e arriva 5º assoluto ai mondiali di Funchal - categoria under 23.
L'anno successivo non ottiene piazzamenti di rilievo. Nel 2006 sfiora il podio ai mondiali di aquathlon di Losanna vinti dal britannico Richard Stannard.
Nel 2007 si classifica al 25º posto nei mondiali di casa disputati ad Amburgo. Nel 2008 arriva 3º nella gara di coppa del mondo di Tiszaujvaros e 4° in quella di Lorient. Ai mondiali di Vancouver non va oltre il 20º posto.
Dal 2009 diventa uno dei protagonisti assoluti delle gare internazionali. Agli europei di Holten si classifica 9º assoluto. Con la sola eccezione della gara di Madrid, valida per la serie dei campionati del mondo, dove arriva 35º, in tutte le altre gare arriva tra i primi dieci: 2° a Londra, 4° ad Amburgo, 5° a Tongyeong, 9° a Washington e 7º assoluto nella Gran Finale di Gold Coast. Questi risultati gli permetteranno di classificarsi 5º assoluto ai campionati del mondo.
Nel 2010 si laurea vicecampione del mondo, alle spalle dello spagnolo Javier Gómez in virtù di una serie positiva di risultati conseguiti nelle gare della serie dei mondiali. In particolare, si classifica 3º nella Gran Finale di Budapest, 4° nella gara di Seul, 5° a Madrid, 8 ad Amburgo, 9° a Londra e 20° a Kitzbühel.
Agli Europei di Athlone arriva, invece, 14º assoluto.

## Titoli
- Campione europeo di triathlon (Junior) - 2000